# South River (Ocmulgee River)
De South River is een 102,2 kilometer lange zijrivier van de Ocmulgee River in de Amerikaanse staat Georgia. De rivier heeft zijn oorsprong in de stad East Point in Fulton County en mondt uiteindelijk uit in Lake Jackson, die uitmondt in de Yellow River en de Alcovy River om de Ocmulgee te vormen.